# 溝之口站
溝之口站（日语：／ Mizonokuchi eki */?）是個位於神奈川縣川崎市高津區溝口，屬於東急電鐵的鐵路車站。

## 概要
此站在軌道名稱上只有田園都市線1條路線，但本站有田園都市線列車與大井町線列車停靠，在旅客資訊上視為不同路線。此站也是大井町線的終點點。田園都市線與大井町線擁有個別的車站編號，前者是DT10、後者是OM16。
另外，此站與東日本旅客鐵道（JR東日本）南武線武藏溝之口站鄰接，是轉乘站，互相轉乘旅客較多，亦有連絡運輸業務。兩站與車站東南側再開發地區之間有行人天橋「キラリデッキ」連通，因此東口、南口皆可不經地面前往JR車站。
本站為站長所在站。管理溝之口管內二子新地站 - 梶谷站區間。
此站是高津區役所最近的車站，是高津區的商業、行政中心。

## 年表
- 1927年（昭和2年）7月15日 - 玉子電氣鐵道溝ノ口駅啟用[2]，當時車站與南武鐵道車站平行[2]
- 1943年（昭和18年）7月1日 - 溝之口線轉為鐵路[2]，新車站與南武鐵路車站成一直角。[2]
- 1966年（昭和41年）
  - 1月20日 - 推展大井町線（現田園都市線）延伸工程，同時將車站高架化。同時站名改為溝の口駅。[2]
  - 4月1日 - 此站至長津田站延伸區間投入服務，同時將大井町線改名為「田園都市線」。
- 1979年（昭和54年）8月12日 - 田園都市線二子玉川園站（當時名稱）經新玉川線與營團地下鐵半藏門線開始進行直通運轉，同時大井町至二子玉川園站區間獨立為大井町線。
- 1992年（平成4年） - 車站改善工程動工。之後月台改為2面3線。當時車站還沒有自動驗票閘門。
- 2000年（平成12年）3月 - 正面口付費區內設置電梯[3]。
- 2008年]]（平成20年）7月27日 - 田園都市線下行月台從2號線改至1號線[4]。
- 2009年（平成21年）
  - 6月15日 - 田園都市線上行月台從3號線改至4號線。3號線月台僅早晨尖峰時刻停靠準急、急行列車。
  - 7月11日 - 田園都市線複複線化，大井町線延駛至本站。
- 2014年（平成25年）7月 -  月台、大廳、廁所等照明改為LED，是東急線第五座全站導入LED照明的車站。
- 2017年（平成29年）12月10日 - 1、4號線啟用月台門。

## 結構
本站為島式月台2面4線高架車站。外側的1、4號線為田園都市線，2、3號線為大井町線。梶谷側有兩條大井町線用的拖上線，但沒有止衝擋，可接入田園都市線的線路，讓大井町線車輛回送時使用。
剪票口分為正面剪票口與南剪票口兩處，皆設有電梯與電扶梯。廁所在付費區內。
改良工程以前，本站為側式月台2面2線構造，往長津田方向為1號線，往澀谷方向為2號線。改良工程期間至大井町線延伸為止，本站曾以上行1面2線、下行1面1線的構造營運，早晨尖峰時刻的上行列車兩線交互發車。
| 月台 | 路線       | 方向 | 目的地                                                |
| ---- | ---------- | ---- | ----------------------------------------------------- |
| 1    | 田園都市線 | 下行 | 鷺沼、長津田、中央林間方向                            |
| 2    | 大井町線   | 下行 | （只供下客）                                          |
| 3    | 大井町線   | 上行 | 二子玉川、自由丘、大井町方向（部份列車由4號月台發車） |
| 4    | 田園都市線 | 上行 | 二子玉川、澀谷、半藏門線 押上、 伊勢崎線 春日部       |

（來源：東急電鐵:車站構內圖 （页面存档备份，存于））
田園都市線與大井町線的相互直通列車，在本站前後是以田園都市線列車運行，因此停靠田園都市線月台（1、4號線），並在二子玉川 - 二子新地間轉入大井町線。

### 改良工程與大井町線延伸
2008年7月26日以前，田園都市線下行月台使用2號線，隨著工程進行，27日起使用1號線。一號線用地在以前曾開設三間商店，2007年3月底關閉。
2009年7月11日起，大井町線延伸二子玉川 - 本站區，2號線成為該線下車專用月台。如前述，該線直通田園都市線鷺沼方向的列車在延伸後繼續使用田園都市線的月台（1、4號線）。
改良工程新設的4號線在2009年6月14日以前僅平日早晨使用，要在梶谷站待避急行或準急的各停會改為停靠四號線以超越停靠3號線的急行、準急。若後發的各停在本線上誤點時，會開放停靠4號線，以縮短先發的急行、準急發車及後續各停到站的差距，減少誤點時間。另外，為了平均人潮，各停與準急、急行同時到達時，各停在先行的準急、急行發車前不開車門。相反地，若是準急、急行要超越先行的各停時也是同樣方式處理。15日起，4號線成為田園都市線本線，3號線停靠早晨急行、準急與夜間停放大井町線車輛。此外，前述措施也在大井町線延伸時取消。
| 上行月台 |

| . |

| . |

| . |

| . |

| 下行月台 |

| . |

| . |

| . |

| . |

### 內部設備
商店
- toks（日语：toks） - 上行月台、正面檢票口旁

餐飲店（正面剪票口內）
- そばうどん梅もと（日语：梅もと）（蕎麥麵）
- VIE DE FRANCE（日语：ヴィ・ド・フランス）（麵包）

旅行代理店
- 東急Travel Salon - 正面檢票口對面

## 使用情況
2016年度1日平均上下車人次如下。
- 田園都市線 - 154,298人（田園都市線內27個車站當中排行第2位）
- 大井町線 - 53,805人（大井町線內全部16個車站當中排行第4位）

### 各年度1日平均上下車人次
近年1日平均上下車人次推移如下表。
| 年度               | 東京急行電鐵/東急電鐵 | 東京急行電鐵/東急電鐵 | 東京急行電鐵/東急電鐵 | 東京急行電鐵/東急電鐵 |
| 年度               | 田園都市線            | 田園都市線            | 大井町線              | 大井町線              |
| 年度               | 1日平均 上下車人次    | 增長率                | 1日平均 上下車人次    | 增長率                |
| ------------------ | --------------------- | --------------------- | --------------------- | --------------------- |
| 2002年（平成14年） | 154,051               |                       | 未開業                | 未開業                |
| 2003年（平成15年） | 157,600               | 2.3%                  | 未開業                | 未開業                |
| 2004年（平成16年） | 161,209               | 2.3%                  | 未開業                | 未開業                |
| 2005年（平成17年） | 160,957               | -0.2%                 | 未開業                | 未開業                |
| 2006年（平成18年） | 164,612               | 2.3%                  | 未開業                | 未開業                |
| 2007年（平成19年） | 172,732               | 4.9%                  | 未開業                | 未開業                |
| 2008年（平成20年） | 174,199               | 0.8%                  | 未開業                | 未開業                |
| 2009年（平成21年） | 154,237               | -11.5%                | 26,287                |                       |
| 2010年（平成22年） | 145,557               | -5.6%                 | 40,123                |                       |
| 2011年（平成23年） | 144,335               | -0.8%                 | 42,476                | 5.9%                  |
| 2012年（平成24年） | 147,521               | 2.2%                  | 45,676                | 7.5%                  |
| 2013年（平成25年） | 150,439               | 2.0%                  | 48,392                | 5.9%                  |
| 2014年（平成26年） | 149,600               | -0.6%                 | 49,468                | 2.2%                  |
| 2015年（平成27年） | 153,059               | 2.3%                  | 52,138                | 5.4%                  |
| 2016年（平成28年） | 154,298               | 0.8%                  | 53,805                | 3.2%                  |

### 各年度1日平均上車人次
近年1日平均上車人次推移如下表。
- 1日平均上車人次參見神奈川縣縣勢要覽（包括大井町線的上車人次）。

| 年度               | 1日平均 上車人次 | 來源     |
| ------------------ | ---------------- | -------- |
| 1995年（平成07年） | 75,856           | [ * 1 ]  |
| 1998年（平成10年） | 74,990           | [ * 2 ]  |
| 1999年（平成11年） | 75,667           | [ * 3 ]  |
| 2000年（平成12年） | 76,852           | [ * 3 ]  |
| 2001年（平成13年） | 77,058           | [ * 4 ]  |
| 2002年（平成14年） | 77,154           | [ * 5 ]  |
| 2003年（平成15年） | 78,653           | [ * 6 ]  |
| 2004年（平成16年） | 79,431           | [ * 7 ]  |
| 2005年（平成17年） | 80,064           | [ * 8 ]  |
| 2006年（平成18年） | 81,882           | [ * 9 ]  |
| 2007年（平成19年） | 86,300           | [ * 10 ] |
| 2008年（平成20年） | 86,707           | [ * 11 ] |
| 2009年（平成21年） | 120,826          | [ * 12 ] |
| 2010年（平成22年） | 92,420           | [ * 13 ] |
| 2011年（平成23年） | 92,994           | [ * 14 ] |
| 2012年（平成24年） | 96,198           | [ * 15 ] |
| 2013年（平成25年） | 98,985           | [ * 16 ] |
| 2014年（平成26年） | 99,245           | [ * 17 ] |

## 圖集

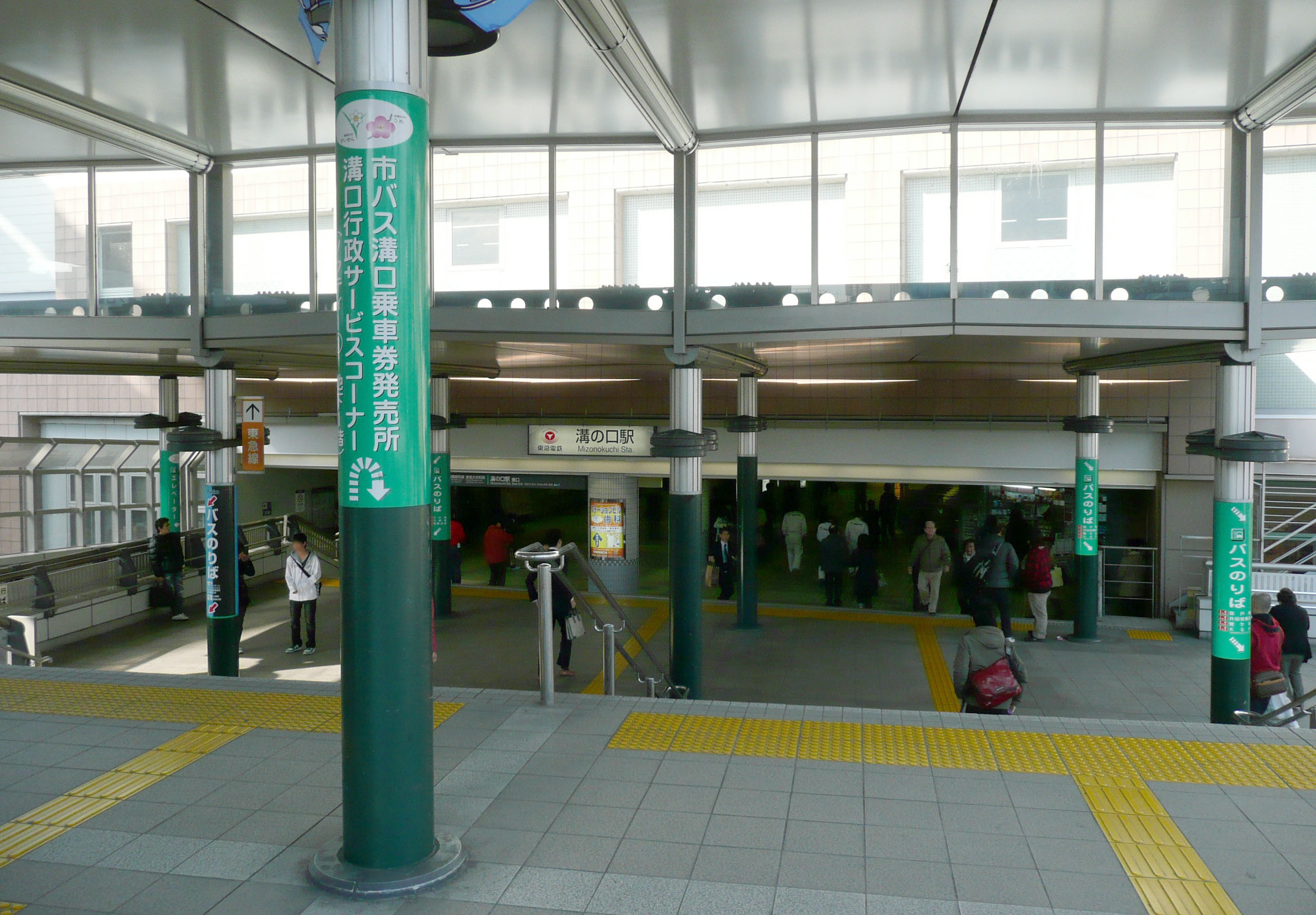
北出入口（2011年11月26日）
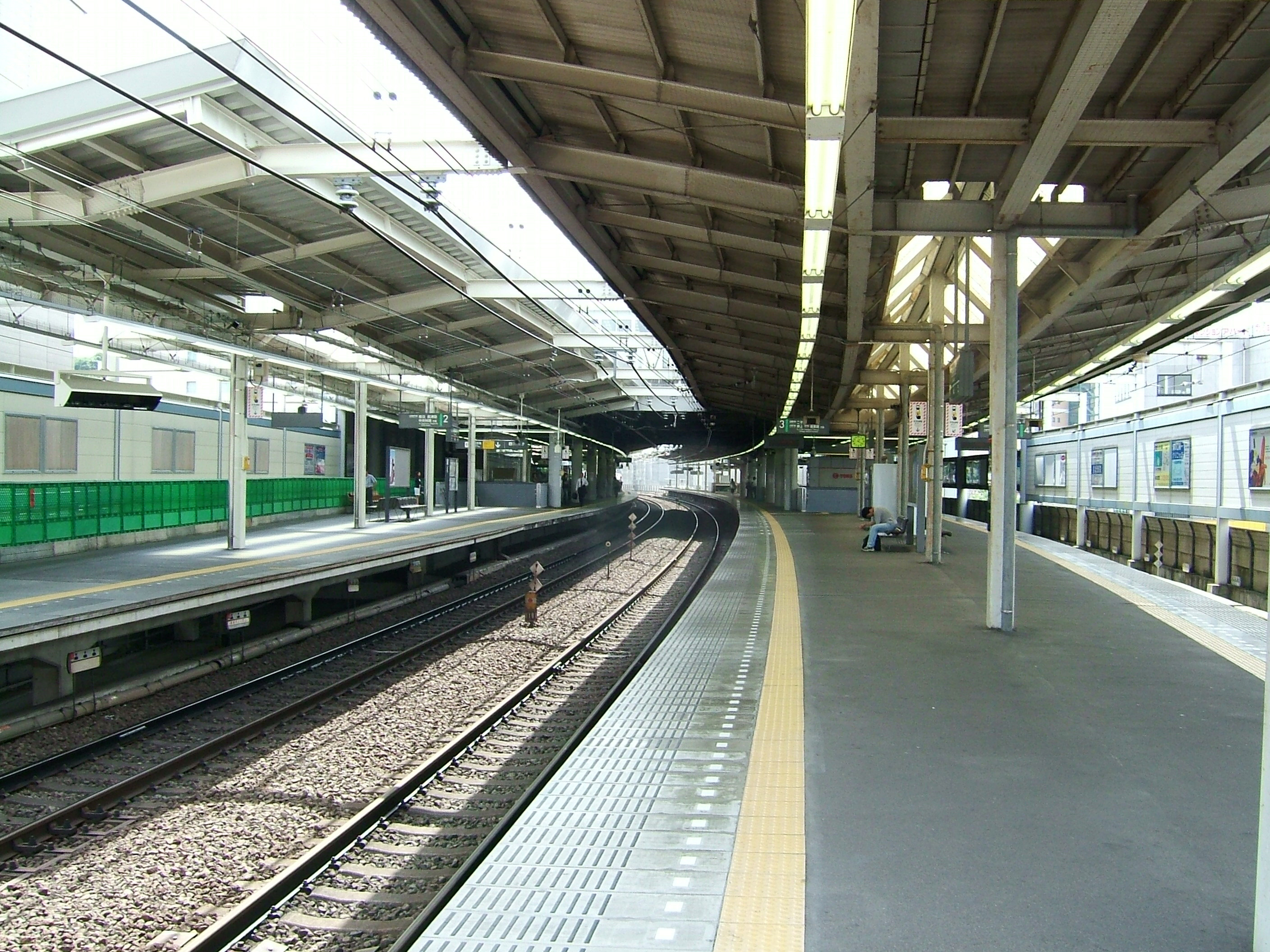
車站月台（2004年8月17日）

## 相鄰車站
東急電鐵
 田園都市線
■急行、■準急
二子玉川（DT07）－溝之口（DT10）－鷺沼（DT14）
■各站停車
高津（DT09）－溝之口（DT10）－梶谷（DT11）
 大井町線
■急行、□各站停車（以綠色表示）
二子玉川（OM15）－溝之口（OM16）
■各站停車（以藍色表示）
高津（DT09）－溝之口（OM16）

## 延伸閱讀
- 宮田道一. . JTBパブリッシング. 2008-09-01. ISBN 9784533071669.

## 外部連結
- 溝之口（各站資訊） - 東急電鐵（日語）